# Peter D. Wigginton

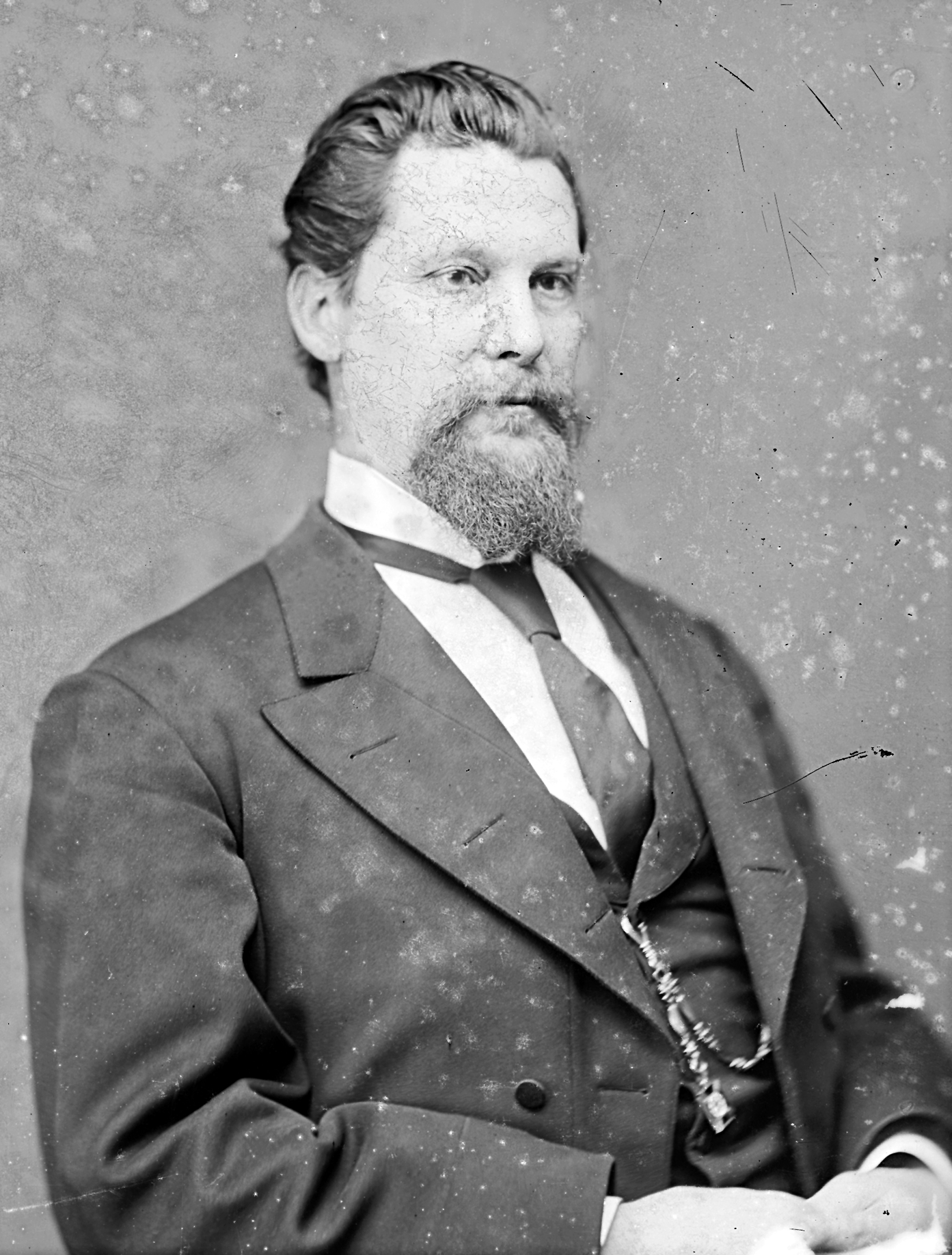
Peter D. Wigginton

Peter Dinwiddie Wigginton (* 6. September 1839 in Springfield, Illinois; † 7. Juli 1890 in Oakland, Kalifornien) war ein US-amerikanischer Politiker. Zwischen 1875 und 1879 vertrat er zwei Mal den Bundesstaat Kalifornien im US-Repräsentantenhaus.

## Werdegang
Im Jahr 1843 zog Peter Wigginton mit seinen Eltern nach Wisconsin, wo er die öffentlichen Schulen besuchte. Danach studierte er an der University of Wisconsin–Madison. Nach einem anschließenden Jurastudium und seiner 1859 erfolgten Zulassung als Rechtsanwalt begann er in diesem Beruf zu arbeiten. Damals gab er auch die Zeitung Dodgeville Advocate heraus. Im Jahr 1862 zog Wigginton nach Snelling in Kalifornien, wo er ebenfalls als Anwalt praktizierte. Zwischen 1864 und 1868 war er Bezirksstaatsanwalt im Merced County. Gleichzeitig schlug er als Mitglied der Demokratischen Partei eine politische Laufbahn ein.
Bei den Kongresswahlen des Jahres 1874 wurde Wigginton im vierten Wahlbezirk von Kalifornien in das US-Repräsentantenhaus in Washington, D.C. gewählt, wo er am 4. März 1875 die Nachfolge von Sherman Otis Houghton antrat. Zwei Jahre später unterlag er mit nur einer Stimme Unterschied dem Gouverneur Romualdo Pacheco. Wigginton legte gegen den Ausgang dieser Wahl Widerspruch ein. Als diesem entsprochen wurde, konnte er am 7. Februar 1878 das Mandat von Pacheco übernehmen und seinen alten Sitz im Kongress wieder einnehmen. Bis zum 3. März 1879 beendete er die laufende Legislaturperiode im Kongress.
Nach dem Ende seiner Zeit im US-Repräsentantenhaus war Wigginton als Rechtsanwalt in San Francisco tätig. Im Jahr 1886 kandidierte er erfolglos gegen Washington Bartlett für das Amt des Gouverneurs von Kalifornien; 1888 war er Kandidat der American Party, einer kurzlebigen Splitterpartei, für das Amt des US-Vizepräsidenten. Als Running Mate von Präsidentschaftskandidat James Langdon Curtis kam er auf 1,6 Prozent der Wählerstimmen. Peter Wigginton starb am 7. Juli 1890 in Oakland.